# 가사가와 에이타
가사가와 에이타(일본어: 笠川 永太, 1990년 10월 25일 ~ )는 일본의 전 축구 선수이다.

## 구단 경력
과거 아비스파 후쿠오카에서 활동하였다.